# ゾンビランド:ダブルタップ
『ゾンビランド:ダブルタップ』(Zombieland: Double Tap) は、2019年のアメリカ映画。2009年に公開された『ゾンビランド』の続編。

## 概要
前作『ゾンビランド』から10年後の世界を描き、前作に引き続きウディ・ハレルソン、ジェシー・アイゼンバーグ、アビゲイル・ブレスリン、エマ・ストーンが出演する。
副題の「ダブルタップ」は、前作で登場した32のルールの中の「二度撃ちして止めを刺せ (Double Tap)」からきている。

## ストーリー
パシフィック・プレイランドでのゾンビとの対決から10年後、ゾンビはさらに進化していた。コロンバス、タラハシー、ウィチタ、リトルロックは73まで増えたルールでゾンビ社会を生き抜き、新たな生存者や“ファミリー”になる困難と立ち向かいながら、アメリカの中心地を目指す。

## キャスト
※括弧内は日本語吹替
- タラハシー - ウディ・ハレルソン（小山力也[5][6][7][8]）
- コロンバス - ジェシー・アイゼンバーグ（中村悠一[5][6][7][8]）
  - 数少ない生き残りの1人であるアメリカ・テキサス州の生存者[9]。
- ウィチタ - エマ・ストーン（本田貴子[5][6][7][8]）
- リトルロック - アビゲイル・ブレスリン（秋山ゆずき[5][6][7][8]）
- ネバダ - ロザリオ・ドーソン（藤貴子）
- マディソン - ゾーイ・ドゥイッチ（安達祐実[10][11][12][13]）
- バークレー - アヴァン・ジョーギア（勝杏里）
- アルバカーキ - ルーク・ウィルソン（山路和弘）
- フラッグスタッフ - トーマス・ミドルディッチ（小川輝晃）
- ビル・マーレイ（本人役）（安原義人）

## 製作
2018年7月に続編の製作とキャスト・監督の続投が発表され、撮影は2019年1月14日から3月15日までジョージア州アトランタで行われた。
2019年1月30日には原題が『Zombieland:Double Tap』に決定したこととともにポスタービジュアルが公式Twitterで公表され、2019年7月25日には海外版予告編がYouTubeで公開された。
2019年8月20日には日本での公開日の決定の発表とともに日本版ポスターと予告編が公開され、2019年10月8日には新たな予告編が公開されビル・マーレイの出演が明らかになった。
2019年10月23日にはキャストインタビューやメイキングを収めた特別映像がYouTubeで公開され、2019年10月25日には日本語吹替え版の声優が発表された。なお、日本語吹替え版のキャストは前作から一新されている。
2019年10月31日には、日本のテレビアニメ『ゾンビランドサガ』とのコラボが発表され、11月18日にコラボ映像とコラボポスターが公開されると共に、アニメ内に登場するアイドルグループ・フランシュシュのメンバー2名が、本作の日本語吹き替え版にゾンビ役で参加することが発表された。本編には源さくら（本渡楓）と星川リリィ（田中美海）が出演した。

## 興行成績
全米での公開初日からの3日間の興行収入は2,680万3,104ドル（約29億円）で初登場3位となった。
日本では、興行収入は不明だが、興行通信社による2019年11月23日と11月24日の観客動員数ランキングでは初登場9位となった。

## 評価
本作は批評家から好意的に評価されている。映画批評集積サイトのRotten Tomatoesには224件のレビューがあり、批評家支持率は68%、平均点は10点満点で6.17点となっている。サイト側による批評家の見解の要約は「『ゾンビランド:ダブルタップ』は、かつての精神を取り戻し、いくつかの楽しいひねりを加える楽しい再会で、新鮮な脳の不足を補っている」となっている。また、Metacriticでは37件のレビューがあり、批評家支持率は56%だった。